# The Resident Patient
Albums de Inspectah Deck
The Movement
(2003) Swordplay Expert
(2009)
The Resident Patient est une mixtape d'Inspectah Deck, sorti le 25 juin 2006.

## Liste des titres
| No  | Titre                                                   | Contient un (des) sample(s) de                 | Durée |
| --- | ------------------------------------------------------- | ---------------------------------------------- | ----- |
| 1.  | Sound of the Slums (featuring Masta Killa)              |                                                | 2:04  |
| 2.  | C.R.E.E.P.S.                                            |                                                | 2:53  |
| 3.  | What They Want                                          |                                                | 2:24  |
| 4.  | Get Ya Weight Up                                        |                                                | 3:14  |
| 5.  | Interlude I                                             |                                                | 0:08  |
| 6.  | It's Not a Game (featuring Housegang et Suga Bang Bang) | Peace de Malo                                  | 3:29  |
| 7.  | Interlude II                                            |                                                | 0:12  |
| 8.  | My Style                                                |                                                | 2:16  |
| 9.  | All I Want Is Mine                                      | The Picture Will Never Change de Lamont Dozier | 3:38  |
| 10. | A Lil Story                                             |                                                | 2:21  |
| 11. | Get Down Wit Me                                         |                                                | 2:38  |
| 12. | I.O.U.                                                  |                                                | 2:26  |
| 13. | No Love (featuring Carlton Fisk et Chico Debango)       |                                                | 4:23  |
| 14. | Grits-Freestyle                                         |                                                | 1:35  |
| 15. | Do My Thang                                             |                                                | 2:47  |
| 16. | Handle That (featuring U-God et Hugh Hef)               | Fire on High d'Electric Light Orchestra        | 3:28  |
| 17. | Animal Rights - House Gang                              |                                                | 4:06  |
| 18. | H.G. Is My Life                                         |                                                | 4:13  |